# Radnaširi
Radnaširi nebo Aradnaširi (čínsky: 阿納失失里; mongolsky: Раднашири хатан) byla císařovna manželka na začátku 14. století za vlády dynastie Jüan, jejím manželem byl císař Ajurbarwada (1285 - 1320).

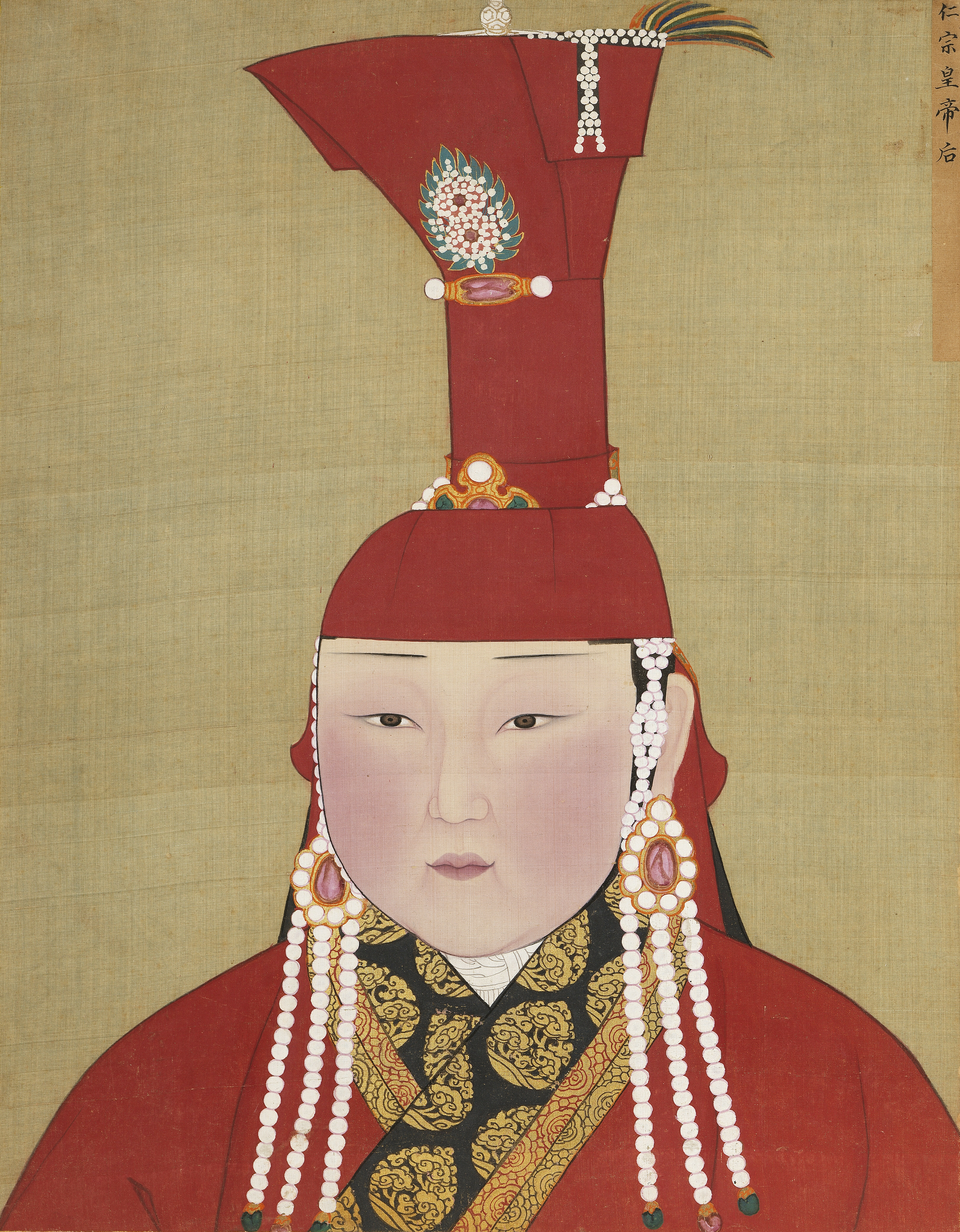
Císařovna Radnaširi

## Život
Radnaši pocházela z mongolského klanu Chongirati. Není známo, kdy a jak se seznámila s budoucím císařem, je možné, že byla příbuzná s císařovnou matkou Dagi Khatun.  Tehdy ještě princi Ajurbarwadimu porodila v únoru 1302 syna Šidibalu. 
Císřovnou se stala po dosazení svého manžela na císařský trůn v roce 1311, ovšem do politiky se nezapojovala. Své postavení a moc upevnila, až když Ajurbarwada v roce 1320 zemřel a místo něj se ujal vlády jejich syn Šidibala jako Gegeen Chán. Její vliv však omezovala Dagi Khatun, matka bývalého a babička nového císaře.
Radnaširi zemřela v roce 1322 a byla pohřbena spolu s Ajurbarwadou. Posmrtně byla svým synem přejmenována na císařovnu Čuangji Sičeng (čínsky: 庄懿慈圣), což znamená "klidná, krásná a laskavá svatá císařovna."

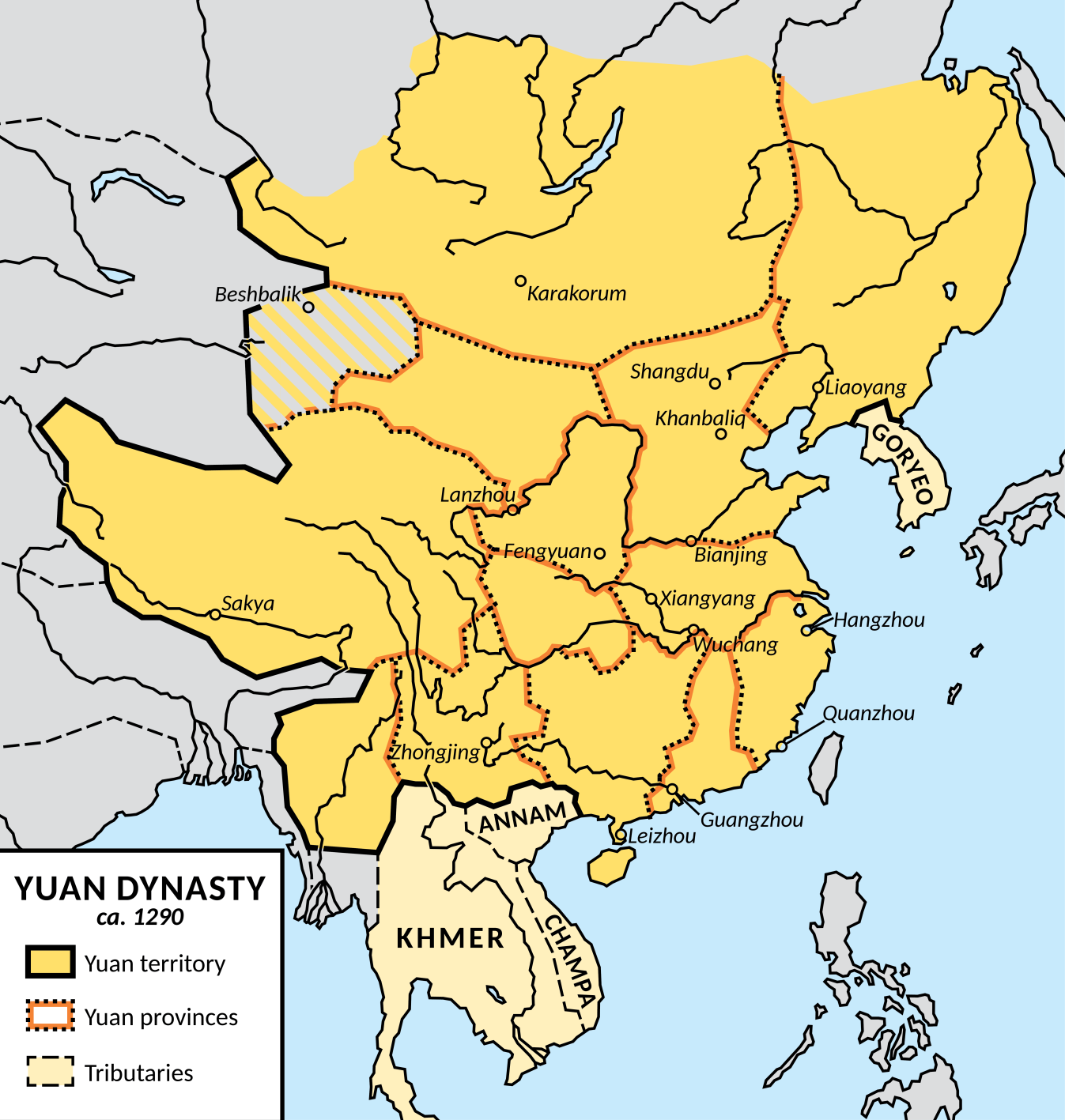
Území Číny v roce 1290